# Доманевице (Лодзко войводство)
Вижте пояснителната страница за други значения на Доманевице (Лодзко войводство).
Доманевѝце (на полски: Domaniewice) е село в Централна Полша, Лодзко войводство, Ловички окръг. Административен център е на селската община Доманевице. Според Полската статистическа служба към 31 декември 2009 г. селото има 1174 жители.

## География

### Местоположение
Селото се намира в географския макрорегион Централномазовешка равнина, който е част от Централноевропейската равнина. Над река Калиновка. Разположено е край републикански път  и железопътна линия 15, на 16 км южно от общинския център град Лович.

## История
Селото е дарено с германското право при архиепископ Ярослав Скотницки в 1357 година.

## Инфраструктура
Селото е електрифицирано, има телефон и канализация. В Доманевице се намира библиотека и супермаркет. функцинира клуб по бързо пързаляне с кънки. Разполага с основно училище, в което учат се 178 ученика и гимназялно училище, в което учат 149 ученика (към 2012 г.). В 2002 г. от общо 304 обитавани жилища – снабдени с топла вода (233 жилища), с газ (245 жилища), самостоятелен санитарен възел (267 жилища); 7 жилища имат площ под 30 m², 13 жилища от 30 – 39 m², 17 жилища от 40 – 49 m², 18 жилища от 50 – 59 m², 49 жилища от 60 – 79 m², 56 жилища от 80 – 99 m², 52 жилища от 100 – 119 m², 63 жилища над 119 m².

## Забележителности
В Регистърът на недвижимите паметници на Националния институт за наследството са вписани:
- Параклис „Посещение на Дева Мария" от XVII век
- Църковно гробище[3]

## Култура и образование
- Библиотека
- Основно училище
- Гимназялно училище

## Спорт
- Отбор на бързо пързаляне с кънки УКС Мълния Доманевице

## Личности
Родени в Доманевице
- Збигнев Бродка – състезател по бързо пързаляне с кънки, олимпийски шампион от Сочи 2014